# حقوق الإنسان في بروناي
حقوق الإنسان في بروناي يرأس السلطان الحاج حسن البلقية بروناي كنظام ملكي منذ عام 1967. لقد أتاحت سلطات الطوارئ للسلطان أن يحكم البلاد دون أي عوائق تقريباً منذ عام 1962. كان المجلس التشريعي ، الذي يتألف من أعضاء معينين ومنتخبين بشكل غير مباشر وأعضاء بحكم مناصبهم ، يجتمع بانتظام طوال العام ويعمل فقط كهيئة استشارية لغرض اقتراح وإقرار القوانين وخطط الإنفاق. تتولى قوة شرطة بروناي الملكية ودائرة الأمن الداخلي، اللتان يشرف عليهما مكتب رئيس الوزراء ووزارة الداخلية على التوالي، مسؤولية الحفاظ على النظام وإنفاذ القانون في البلاد. 
كان الرصد المستقل لحالة حقوق الإنسان أمرا صعبا بسبب الافتقار إلى الشفافية. في حالة إقرارها، فإن التغييرات التدريجية على قانون العقوبات الشرعي من شأنها أن تسمح باستخدام عقوبة الإعدام وكذلك العقاب البدني لمجموعة متنوعة من الجرائم، بما في ذلك الضرب بالعصا والرجم، والتي تشكل تعذيباً. من شأن هذه التعديلات أن تميز ضد المرأة وتقيد بشكل كبير حريات الناس في الفكر والضمير والدين.

## التشريع

### قانون العقوبات الشرعي
في 3 أبريل 2019، دخل قانون العقوبات الشرعي في بروناي (2013) حيز التنفيذ. يمثل التشريع الجديد تمييزا ضد الفئات الأكثر ضعفا في البلاد، بما في ذلك الأطفال والنساء والأقليات الدينية والجنسية ، ويعرض حقوق الإنسان الأساسية للخطر بشكل خطير. إن العديد من جوانب هذا القانون تتعارض مع التزامات بروناي بالقانون الدولي العرفي وكذلك الاتفاقيات الدولية لحقوق الإنسان التي تعد بروناي طرفاً فيها. تعد بروناي من الدول الموقعة على كل من اتفاقية القضاء على جميع أشكال التمييز ضد المرأة واتفاقية حقوق الطفل . لقد وقعت بروناي على اتفاقية مناهضة التعذيب وغيره من ضروب المعاملة أو العقوبة القاسية أو اللاإنسانية أو المهينة، ولكنها لم تصادق عليها بعد. باعتبارها عضوًا في الأمم المتحدة، تعهدت بروناي بدعم مبادئ الإعلان العالمي لحقوق الإنسان، والتي يُعتقد أنها تمثل القانون الدولي المقبول.

### أمر مكافحة الإتجار بالبشر
عززت حكومة بروناي جهودها في إنفاذ القانون لمكافحة الاتجار بالبشر. جرّم قانون مكافحة الإتجار بالأشخاص لعام 2019 الإتجار بالجنس والاتجار بالعمالة، ونص على عقوبات تعتبر صارمة بما فيه الكفاية. بالإضافة إلى ذلك، ربما استخدمت الحكومة أيضًا الفصل 120 القسم 5 من قانون مقاضاة النساء والفتيات لمقاضاة جرائم الاتجار بالجنس المحتملة. ومع ذلك، انخفض عدد جرائم الاتجار المشتبه بها التي أُحيلت للمراجعة والتحقيق المحتمل من 147 حالة في عام 2020 إلى 134 حالة في عام 2021.

## الحقوق الأساسية

### حرية التعبير
لا يتضمن الدستور والتشريعات أي أحكام تتعلق بحرية التعبير . يُسمح لأعضاء المجلس التشريعي "بالتعبير عن آرائهم بحرية" نيابة عن الشعب، ولكن لا يُسمح لهم باستخدام اللغة أو التصرف بطرق "غير مسؤولة أو مهينة أو فاضحة أو ضارة". إن التشكيك في سلطة العائلة المالكة مخالف للقانون. ويحظر القانون أيضًا الطعن في "مكانة أو أهمية الفكرة الوطنية، أو مفهوم الملكية الإسلامية الملايوية ". وفقًا لهذه النظرية، فإن الحكم الملكي فقط هو القادر على الحفاظ على حقوق وامتيازات العرق الماليزي في بروناي ، ويتم تحديد الإسلام باعتباره الدين الوطني. كما يحظر القانون أي فعل أو شيء أو بيان يهدف إلى إثارة "مشاعر السوء أو الكراهية".
وبحسب منظمة مراسلون بلا حدود ، فإن الرقابة الذاتية هي القاعدة بالنسبة للصحفيين في بروناي، التي احتلت المرتبة 154 من بين 180 دولة في تصنيفها لحرية الصحافة. بالنسبة للتقارير التي يتم الحكم عليها بأنها كاذبة وخبيثة، يتمتع المسؤولون بسلطة إغلاق الصحف دون مبرر، وتغريم الصحفيين، وسجنهم لمدة تصل إلى ثلاث سنوات. التلفزيون الحكومي هو الوسيلة الوحيدة في بروناي. وتدير عائلة السلطان صحيفة بورنيو بوليتين، وهي الصحيفة اليومية الأساسية الناطقة باللغة الإنجليزية في البلاد، ويمارس العديد من كتابها الرقابة الذاتية. يقدم ذا سكوب، وهو منشور عبر الإنترنت ظهر لأول مرة في عام 2017، تغطية غير متحيزة إلى حد كبير للسياسة والمجتمع في بروناي.
في 27 يوليو، تم تخفيض رتبة شهران شريف الدين بن شهراني محمد، وهو موظف حكومي، واتُّهِم بموجب المادة 4(1) (ج) من قانون التحريض على الفتنة بسبب الإدلاء بتعليقات على موقع فيسبوك اعتبرتها وزارة الشؤون الدينية "مسيئة". خوفًا من العواقب القانونية، واصل الصحفيون والناشطون على الإنترنت ممارسة الرقابة الذاتية.

### حرية التجمع والتنقل
تقيد سلطات الطوارئ الحكومية الحق في التجمع في هذا البلد. تتطلب التجمعات العامة التي تضم 10 أشخاص أو أكثر تصريحًا من الحكومة، ويجوز للشرطة فض التجمعات غير الرسمية التي تضم خمسة أشخاص أو أكثر والتي يُعتقد أنها من المرجح أن تسبب اضطرابًا في السلام العام. وتصدر الحكومة بشكل روتيني تصاريح لإقامة فعاليات سنوية، ولكنها تقوم أحيانًا بتعطيل التجمعات السياسية أو الحساسة. وأفاد مجتمع LGBTQI+ أن السلطات فرقت فعالية في أواخر يناير/كانون الثاني بسبب عدم الحصول على تصريح. يميل منظمو الأحداث المتعلقة بموضوعات حساسة إلى عقد اجتماعات خاصة بدلاً من التقدم بطلبات الحصول على تصاريح أو ممارسة الرقابة الذاتية في الأحداث العامة.
إن القوانين التي كانت موجودة منذ فترة طويلة تقيد الحق في التجمع. ولا يجوز لأي مجموعة تضم أكثر من عشرة أفراد أن تتجمع لأي سبب من الأسباب دون تصريح، وكثيراً ما يتم الالتزام بهذه القواعد. يجوز للشرطة فض أي تجمع غير رسمي يضم خمسة أشخاص أو أكثر، إذا اعتقدت أنه من المحتمل أن يخل بالنظام العام. يجب أن يوافق وزير الداخلية على كافة التصاريح. تقليديا، كانت الحكومة تمنح التصاريح لإقامة الاحتفالات السنوية، ولكن في السنوات الأخيرة، استخدمت الحكومة هذه السلطة في بعض الأحيان لعرقلة التجمعات السياسية. بدلاً من طلب الإذن أو الانخراط في الرقابة الذاتية في المناسبات العامة، يعقد المسؤولون عن تنظيم الأحداث الحساسة اجتماعات خاصة في كثير من الأحيان.
لا يسمح القانون بحرية تكوين الجمعيات ، ويُطلب من المجموعات الرسمية التسجيل لدى مسجل الجمعيات وتقديم تقارير عن أنشطتها. ويجوز للحكومة تعليق نشاط المنظمات المسجلة إذا رأت أن ذلك في المصلحة العامة. تحتاج المنظمات التي تسعى إلى جمع الأموال أو التبرعات من الجمهور إلى الحصول على إذن من وزارة الداخلية وتصاريح فردية لكل نشاط لجمع التبرعات. تقبل الحكومة معظم الطلبات لتشكيل الجمعيات، لكن المتقدمين يخضعون لفحص الخلفية ومتطلبات التسمية. تتعامل المنظمات المعتمدة مع مسائل مثل التلوث، والحفاظ على الحياة البرية ، والفنون، وريادة الأعمال، والمرأة في مجال الأعمال.

### حرية الدين
الدين الرسمي في بروناي هو الإسلام السني، لكن الدستور يسمح بالممارسة السلمية لجميع الأديان . تطبق الحكومة الشريعة الإسلامية، التي تتضمن عقوبات بدنية وإعدامية لجرائم مثل الردة والتجديف ، على الرغم من عدم تطبيق أي عقوبة إعدام منذ عام 1957. وتسمح الحكومة للأقليات الدينية غير المسلمة بممارسة شعائرها الدينية، لكنها تحظر الجماعات الدينية التي تعتبرها "منحرفة". وأغلقت جميع أماكن العبادة بسبب فيروس كورونا ، ولم يتم إخطار أماكن العبادة غير الإسلامية رسميًا بالإغلاق. ولم تصادق الحكومة على اتفاقية الأمم المتحدة لمناهضة التعذيب. لا يزال غير المسلمين يواجهون قيودًا على قدرتهم على التبشير، وفي إحدى الحالات، صادر مسؤولو الجمارك نسخة من الكتاب المقدس، ولكن يمكن استعادتها بموافقة كتابية من مختلف الإدارات الحكومية. 
واصلت الحكومة جهودها الطويلة الأمد لتثبيط الديانات الأخرى ودعم المذهب الشافعي من الإسلام السني. أما المنظمات الدينية التي لا تتبع المذهب الشافعي من الإسلام السني فكانت تخضع للقوانين والأنظمة. طوال عام 2012، لم يكن هناك تغيير يذكر في نمط مدى احترام الحكومة للحرية الدينية. وعلى أساس الانتماء الديني، أو المعتقد، أو الممارسة، كانت هناك بعض التقارير عن حدوث انتهاكات اجتماعية أو تحيز. كانت الجماعات الدينية في الأمة تتعايش بانسجام إلى حد كبير.

## الحريات السياسية
البلاد يحكمها السلطان من خلال حق الوراثة، وليس للمواطنين القدرة على اختيار حكومتهم. لقد كانت حالة الطوارئ سارية المفعول منذ عام 1962، ويتم تجديدها كل عامين من قبل السلطان. يتمتع المجلس التشريعي بسلطة مستقلة محدودة ويوفر في المقام الأول منتدى لمناقشة عامة للبرامج الحكومية المقترحة والميزانيات والنواقص الإدارية. تسمح انتخابات مجلس شورى القرية بالتصويت بالاقتراع السري للأشخاص الذين تبلغ أعمارهم 18 عامًا أو أكثر، ولكن يجب أن يكون المرشحون مسلمين، وموافقين من وزارة الداخلية، وأن يكونوا مواطنين أو مقيمين دائمين لأكثر من 15 عامًا. الحزب السياسي الوحيد المسجل، حزب التنمية الوطني ، يتعهد بدعم السلطان والحكومة ولا يوجه أي انتقادات للحكومة.

## حقوق الطفل
يعتبر الأب أو الأم بعد تقديم الطلب هو مصدر الجنسية. الولادة داخل حدود الدولة لا تمنح الجنسية. يتم تسجيل كل ولادة، ويتم التعامل مع الأولاد والبنات على قدم المساواة. يجب على الوالدين عديمي الجنسية التقدم بطلب للحصول على تصريح خاص إذا ولد طفلهم هنا. يعد عدم تسجيل الولادة مخالفًا للقانون، والقيام بذلك بعد ذلك يجعل من الصعب تسجيل الطفل في المدرسة. على الرغم من أن هذا الأمر غير قانوني وتمت إدانته، إلا أنه لا يبدو أمراً شائعاً. في 16 نوفمبر، حُكم على أب اعتدى جنسياً على بناته بالسجن لمدة 20 عامًا و12 جلدة. وتشكل وحدة مخصصة للتحقيق في الجرائم التي تشمل النساء والأطفال جزءًا من قوة شرطة جمهورية بيلاروسيا، كما تقدم وزارة الثقافة والشباب والرياضة ملجأ ورعاية للضحايا.
السن القانوني الأدنى للزواج في بروناي هو 14 سنة وسبعة أشهر بموافقة الوالدين والمشاركين، ما لم تحدد القوانين الدينية أو العرفية سنا أدنى أعلى. ويحدد قانون الأسرة الإسلامي السن الأدنى بـ 16 سنة للفتيات المسلمات و18 سنة للرجال المسلمين، ويعتبر إجبار شخص على الزواج ضد إرادته جريمة. يجب أن يكون عمر الصينيين العرقيين 15 عامًا أو أكبر للزواج، ويعتبر الاتصال الجنسي مع فتاة صينية عرقية أصغر من 15 عامًا اغتصابًا حتى لو كان مع زوجها. تعتبر الزيجات التي تشمل القاصرين نادرة ومحظورة عمومًا بموجب العادات الاجتماعية. إن النشاط الجنسي مع فتاة دون سن 14 عامًا يعد اغتصابًا ويعاقب عليه بالسجن لمدة تصل إلى 30 عامًا وما لا يقل عن 12 جلدة، وفقًا للقانون. يحمي القانون النساء والفتيات والفتيان من استخدامهم في الدعارة و"الأهداف غير الأخلاقية الأخرى"، مثل المواد الإباحية، التي تنطوي على الاستغلال الجنسي التجاري. ولملاحقة اغتصاب الصغار الذكور، استخدمت الحكومة القانون الذي يحظر "الجماع الجنسي المخالف لنظام الطبيعة". خارج إطار الزواج، يجب أن يكون البالغون الموافقون على ذلك في السادسة عشرة من العمر على الأقل.
بحسب داتين بادوكا حاجة نورليدا بنتي داتو بادوكا حاجي عبد الجليل، السكرتير الدائم لوزارة الثقافة والشباب والرياضة في بروناي، فمنذ التقييم الأولي للبلاد في عام 2003، تم بذل عدد من الجهود التي أدت إلى رفع مستوى امتثال بروناي دار السلام لمتطلبات الاتفاقية. وقد تم اعتماد عدد من توصيات اللجنة، في حين أحرزت توصيات أخرى تقدما. بحلول نهاية أغسطس 2015، ألغت بروناي اعتراضاتها على الفقرتين الفرعيتين 1 و2 من المادة 20 والفقرة الفرعية (أ) من المادة 21. وتظل المادة 14، والمادة 20 (3)، والمادة 21 (ب)، فضلاً عن أقسام أخرى من الاتفاقية التي تتعارض مع الإسلام، الدين الرسمي لبروناي، خاضعة للتحفظات. وأعربوا عن تفاؤلهم بأن جميع الشباب سوف يتزوجون في سن الثامنة عشرة، وأن الجلد والعقاب البدني سوف يُحظران في جميع الأماكن. كما ناقش المتخصصون قضايا مثل عمالة الأطفال، والصور النمطية الجنسانية غير الملائمة، وتشويه الأعضاء التناسلية للإناث، والتعليم العام والديني، ونظام العدالة للأحداث. تمت الإشادة ببروناي لارتفاع مستويات محو الأمية والتعليم. كان الخبراء مهتمين بمعرفة المزيد عن الرعاية البديلة وأنظمة الرعاية البديلة، وممارسات التبني، وانتشار السمنة والتدابير المتخذة لمعالجة هذه القضية، فضلاً عن إمكانية إجراء عمليات الإجهاض. 

## حقوق المرأة
ينص القانون العلماني على السجن والجلد كعقوبة على الاغتصاب، في حين ينص قانون العقوبات الشرعي على الرجم حتى الموت باعتباره العقوبة القصوى. لا يجرم القانون اغتصاب الرجال أو اغتصاب الزوجة ، ولا يعتبر الجماع بين الرجل وزوجته اغتصابًا طالما لم يكن عمرها أقل من 14 عامًا (15 عامًا بالنسبة للنساء الصينيات العرقيات). لا يوجد قانون محدد للعنف الأسري، لكن السلطات تستطيع اعتقال الأفراد بموجب القانون المتعلق بحماية النساء والفتيات. وتتراوح عقوبة العنف الأسري ما بين أسبوع إلى أسبوعين في السجن وغرامة في حالة الاعتداء البسيط أو الضرب بالعصا ومدة سجن أطول في حالة الإصابة الخطيرة. يوفر قانون الأسرة الإسلامي الحماية ضد إساءة معاملة الزوج ويسمح بمنح أوامر الحماية، مع فرض عقوبة على انتهاك أمر الحماية وهي غرامة كبيرة أو السجن لمدة تصل إلى ستة أشهر أو كليهما. تضمنت التعديلات التي أُدخلت على قانون العقوبات الشرعي بنوداً من شأنها، إذا ما تم تنفيذها، أن تزيد من التمييز ضد المرأة، بما في ذلك إجبار المرأة المسلمة غير المتزوجة على العيش في منزل ولي أمرها وتجريم الحمل خارج إطار الزواج.

## حقوق ذوي الإعاقة
لا يشترط القانون في هذا البلد إمكانية الوصول أو حظر التمييز ضد الأشخاص ذوي الإعاقة في معظم الخدمات العامة، بما في ذلك الوصول إلى المباني، ووسائل النقل، والاتصالات. مع ذلك، يتم توفير خدمات تعليمية شاملة للأطفال ذوي الإعاقة في المدارس الحكومية والدينية. توفر الحكومة أيضًا برامج توعية وبدل إعاقة شهريًا للأطفال دون سن 15 عامًا. تعمل المنظمات غير الحكومية على استكمال الخدمات الحكومية. قدمت الحكومة طرق دفع بديلة لضمان حصول الأشخاص ذوي الإعاقة على مخصصاتهم خلال جائحة كوفيد-19. لم يتم التطرق بشكل محدد إلى إمكانية وصول الأشخاص ذوي الإعاقة إلى القضاء. يتمتع جميع الأفراد، بغض النظر عن الإعاقة، بنفس الحقوق والقدرة على الوصول إلى الرعاية الصحية.

## الإتجار بالبشر
العمال الأجانب، وخاصة من إندونيسيا والفلبين وبنغلاديش والصين، معرضون للاستغلال من قبل المتاجرين بالبشر في بروناي. يستخدم المتاجرون أساليب مختلفة مثل الإكراه على أساس الديون، وعدم دفع الأجور ، ومصادرة جوازات السفر، والاعتداء الجسدي لاستغلال العمال المهاجرين . وقد تُجبر بعض المهاجرات اللاتي يصلن بتأشيرات سياحية أيضًا على الاتجار بالجنس ، بينما قد تنتقل ضحايا الاتجار بالبشر في ماليزيا أو إندونيسيا عبر بروناي. وتؤدي القوانين المناهضة لمجتمع الميم أيضًا إلى زيادة خطر الابتزاز والإكراه النفسي على أفراد مجتمع الميم، الذين هم بالفعل أكثر عرضة للاتجار. ويتعرض الخبراء العاملون في مجال مكافحة الاتجار بالبشر في بروناي أيضًا لتهديدات من جانب المتاجرين.

## الملاحقة القضائية
لم تصدر المحاكم في بروناي أحكاما بإدانة أي من المتاجرين بالبشر للعام الخامس على التوالي. طلبت الحكومة إثبات استخدام القوة البدنية، أو الاحتيال، أو الإكراه البدني للتحقيق في جريمة الاتجار، ولم تحقق في الحالات التي استخدم فيها المتاجرون المزعومون الإكراه غير البدني. وقد أدى الاعتماد المفرط على شهادات الضحايا والافتقار إلى تدابير تحقيقية خاصة للتحقق من الأدلة إلى التحقيق في القضايا وملاحقتها بموجب قوانين غير متعلقة بالاتجار. لم تتمكن الحكومة من فهم مدى انتشار الاتجار بالبشر والمؤشرات المرتبطة بالعمل، مما أعاق جهود مكافحة الاتجار بالبشر. لم تقم الحكومة بالتحقيق في جميع جرائم الاتجار المحتملة المزعومة، وركزت على الجرائم التي ارتكبها مرتكبوها الأجانب وليس المجرمين البروناويين. ولم تبلغ حكومة بروناي عن أي تحقيقات أو ملاحقات قضائية أو إدانات لموظفين حكوميين متورطين في الاتجار بالبشر، لكن الفساد والتواطؤ الرسمي في جرائم الاتجار بالبشر ظلا يشكلان مصدر قلق كبير. قامت الحكومة بمحاكمة المسؤولين المتورطين في الاحتيال على التأشيرات ولكنها لم تتعاون مع الحكومات الأجنبية بشأن ملاحقات الاتجار بالبشر المحلية التي تشمل مواطنين أجانب.

## الحماية
خففت حكومة بروناي من جهودها لحماية ضحايا الإتجار بالبشر. وعلى الرغم من وجود إجراءات تشغيلية قياسية لتحديد هوية الضحايا وإحالتهم وحمايتهم، فإن الحكومة لم تبلغ عن تحديد هوية أي من ضحايا الاتجار بالبشر للعام الثاني على التوالي. كما أن الإجراءات التشغيلية القياسية لم تقم بفحص مؤشرات الاتجار بشكل كافٍ بين الأفراد من مجتمع LGBT أو البالغين الذين تم القبض عليهم بتهمة التورط في الجنس التجاري. ذكرت التقارير أن الحكومة قامت بملاحقة ضحايا الاتجار المحتملين وإصدار أحكام عليهم بتهمة انتهاك قوانين الهجرة، ورحلت العمال الأجانب الذين احتجز أصحاب العمل البروناويون أجورهم أو رعايتهم الطبية. قد أدت هذه الممارسات إلى ترسيخ الخوف بين الضحايا وإحداث فجوات كبيرة في تحديد الضحايا وتقديم الخدمات لهم. ودعا المراقبون إلى إنشاء آلية اتصال رسمية بين سفارات الحكومات الأجنبية والحكومة البروناوية لزيادة التعاون بشأن التقارير المتعلقة بجرائم الاتجار المشتبه بها.

## الوقاية
خففت حكومة بروناي من جهودها لمنع الاتجار بالبشر. كما لديهم لجنة مشتركة بين الوكالات لمكافحة الإتجار بالبشر تجتمع كل ثلاثة أشهر وتقوم بتنفيذ خطة العمل الوطنية التي وضعت في نوفمبر 2020. لكن وزارة العمل لم تصدر إرشادات بشأن حظر تحصيل الرسوم أو المكافآت أو الأرباح أو التعويضات من وكلاء التوظيف، ولم تكن هناك أي رقابة على هذا الحكم. تشترط الحكومة البروناوية على العمال الأجانب التوقيع على عقودهم أمام مسؤول العمل لمنع التزوير وضمان الامتثال للقانون. مع ذلك، فإن جميع العقود مكتوبة بنفس الشكل ولا تقدم تفاصيل محددة بناءً على توظيف العمال أو وصف الوظيفة. لم تضمن الحكومة أن تكون العقود مكتوبة باللغات الأساسية للعمال أو أن يحتفظوا بنسخ من عقودهم. ولم تطبق الحكومة بشكل كاف القوانين التي تحظر على أصحاب العمل حجب الأجور أو الاحتفاظ بجوازات سفر الموظفين. لقد أعاقت جائحة كوفيد-19 قدرة الحكومة على إجراء جولات توعية وحملات لمكافحة الإتجار بالبشر، لكن إحدى وسائل الإعلام المملوكة للحكومة استمرت في نشر مقالات حول الإتجار وحقوق العمل. 

## حقوق الشعوب الأصلية
كان هؤلاء السكان الأصليون يفتقرون إلى دولة خاصة بهم. ولم تكن هناك حدود واضحة المعالم حول الأراضي الأصلية، ولم يكن لدى المجلس التشريعي أو أي هيئات حكومية أخرى أي تمثيل مخصص للقبائل الأصلية. كان للشعوب الأصلية عادةً دور صغير في الاختيارات التي أثرت على أراضيها وثقافاتها وتقاليدها، فضلاً عن استغلال الموارد الطبيعية على أراضي الشعوب الأصلية وتحتها، بما في ذلك الطاقة والمعادن. 
تم إدراج سبع مجموعات ماليزية أصلية - بيليت، وبيسايا، وبروناي، ودوسون (بروناي)، وكيديان، وموروت، وتوتونغ على أنها مؤهلة تلقائيًا للحصول على الجنسية في قانون جنسية بروناي لعام 1961. في مكان آخر، تسرد القائمة 15 مجتمعًا إضافيًا تعتبر أيضًا من السكان الأصليين في بروناي: داياك (البحر)، ودياك (الأرض)، وكالابيتس، وكايانز، وكينياه (بما في ذلك سابانس وسيبينج)، وكاجانج (بما في ذلك سيكابانس، وكيجامانز، ولاهانانز، وبونانز، وتاجونج، وكانويتس)، ولوجاتس، وليسومس، وميلاناوس، وبينانز، وسيانز، وتاجالس، وتابونز، وأوكيتس. على الرغم من الاعتراف بهم كسكان أصليين هنا، إلا أنهم لا يحصلون على الجنسية تلقائيًا. إن المعايير التي يجب أن يستوفوها أكثر صرامة، في حين أن وجود أب ينتمي إلى إحدى المجتمعات "الماليزية" الأصلية السبعة يكفي لمنح الجنسية على الفور.

## الإعدام والعقوبة البدنية
على الرغم من كونها إلغائية من الناحية النظرية، فإن الشنق ظل عقوبة شائعة لعدد من الجرائم، بما في ذلك القتل، والإرهاب، والجرائم المتعلقة بالمخدرات. التعديلات على قانون العقوبات، إذا تم تنفيذها خلال المرحلة الثالثة، من شأنها أن تجعل جرائم مثل الزنا واللواط والاغتصاب يعاقب عليها بالرجم حتى الموت. يُحكم على كل من المسلمين وغير المسلمين الذين يرتكبون الزنا مع مسلم بالموت رجما أو 100 جلدة، اعتمادًا على الحالة الزوجية للمجرم.
في حين لا يوجد ما يشير إلى تطبيق تشريعات خاصة بالمثليين جنسياً في الآونة الأخيرة، هناك ادعاءات بأن القانون الذي يجعل التعبير عن تحديد الجنس غير قانوني يتم اتباعه في بعض الأحيان. بعد انتقادات عالمية، أعلنت بروناي في عام 2019 أن الحظر المفروض على عقوبة الإعدام سوف يمتد ليشمل القواعد الجديدة بموجب قانون العقوبات الشرعية لعام 2013. في السنوات الأخيرة، كانت هناك حالات من التمييز ضد الأشخاص المثليين والمثليات ومزدوجي الميل الجنسي والمتحولين جنسياً، بما في ذلك المضايقات والتهديدات والتحديات التي تحول دون الحصول على الحقوق والخدمات الأساسية.  ردًا على التقارير التي تفيد بأن الحكومة البروناوية ستعتمد اتفاقية الأمم المتحدة لمناهضة التعذيب وستواصل معارضة استخدام عقوبة الإعدام، وخاصة بموجب قانون العقوبات الشرعي الذي أقرته البلاد مؤخرًا.

## حقوق العمال
يتمتع العمال بالحق القانوني في تشكيل النقابات والانضمام إليها، إلا أن النقابات تخضع لرقابة كبيرة من قبل مسجل النقابات العمالية . ويحظر القانون التفاوض الجماعي والإضرابات، ولم تكن هناك نقابات أو منظمات عمالية في البلاد. ويتعين على النقابات أن تسجل لدى الحكومة، وتخضع لنفس القوانين التي تخضع لها المنظمات الأخرى، مع فرض عقوبات على عدم التسجيل. يحظر القانون الانضمام إلى منظمات العمل الدولية دون موافقة الحكومة، ويقيد استخدام أموال النقابات. وينص القانون على ضرورة أن يكون موظفو النقابة حسن النية، والعقوبات على انتهاك قوانين النقابة تشمل الغرامات والسجن. تعمل المنظمات غير الحكومية في مجال قضايا العمل ولكنها تمارس الرقابة الذاتية لتجنب المواجهة مع الحكومة.
بحسب بيانات تعداد أصحاب العمل والموظفين لعام 2017 الصادر عن وزارة العمل، يبلغ إجمالي عدد العاملين في قطاع البناء وحده 25211 عاملاً، منهم 22510 أجنبياً، و2141 محلياً، و560 مقيماً دائماً. تتعلق هذه المعلومات بإجمالي 1,777 كيانًا تجاريًا نشطًا في قطاع البناء في بروناي.

## العمل القسري أو الإجباري
يحظر القانون جميع أشكال العمل القسري أو الإجباري ، لكن الحكومة لم تطبق القانون بشكل فعال، مما أدى إلى حدوث العمل القسري. قد تؤدي الإدانات بالعمل القسري إلى فرض عقوبات، ولكن معظم الحالات تتم تسويتها خارج المحكمة، ونادراً ما يتم تطبيق العقوبات. أنشأت الحكومة لجنة مشتركة بين الوكالات لمكافحة الإتجار بالبشر. لكن الحكومة لم تقم بالتحقيق بشكل فعال في حالات عبودية الديون أو العمل القسري. وواجه بعض العمال المهاجرين الأجانب العبودية غير الطوعية، أو عبودية الديون، أو عدم دفع الأجور، أو إساءة أصحاب العمل، أو الحبس في المنزل، كما احتجز بعض أصحاب العمل الأجور لاسترداد رسوم سمسرة العمالة أو رسوم التوظيف. أجرى السلطان تفتيشًا مفاجئًا على وزارتي الهجرة والعمل بسبب المخاوف بشأن موثوقية وكفاءة كلا الإدارتين. أعرب عن مخاوفه بشأن وجود عصابة تبيع بطاقات هوية وطنية مزورة، وألمح إلى أن مسؤولين عن الهجرة ربما يكونون متورطين في الأمر. كما عزا السلطان التدفق غير المنضبط للعمالة الأجنبية إلى سوء إدارة الحكومة في إصدار تأشيرات الموظفين، في إشارة صريحة نادرة إلى العمال البنغلاديشيين.

## التمييز
لا يتضمن القانون أحكاما صريحة لمنع التمييز في التوظيف والمهنة. كما أن القانون لا يفرض الأجر المتساوي للعمل المتساوي. يُحظر على النساء الخدمة في أدوار قتالية عسكرية معينة، ويشكل الأصل العرقي عاملاً مقيدًا في بعض المناصب الحكومية والأدوار العسكرية. وأظهر أصحاب العمل في القطاعين العام والخاص تحيزات في التوظيف ضد العمال الأجانب، وفي بعض الأحيان واجه المتقدمون للوظائف من مجتمع المثليات والمثليين ومزدوجي الميل الجنسي والمتحولين جنسيا التمييز. نفذت الحكومة مبادرات لزيادة الوعي بالتحرش الجنسي في مكان العمل. حصل بعض العمال الأجانب على أجور أقل بناءً على الأصل القومي.

## حقوق الأشخاص الموقوفين
باستثناء الحالات التي لا تتمكن فيها الشرطة من الحصول على موافقة في الوقت المناسب لمنع المشتبه به من الفرار أو عندما يتم القبض على المشتبه به وهو يرتكب جريمة، يجب على القاضي أن يؤيد مذكرة الاعتقال. بعد الاعتقال، يجوز للشرطة احتجاز المشتبه به لمدة تصل إلى 48 ساعة أثناء إجراء التحقيق قبل عرضه على قاض أو محكمة شرعية. قد اعترفت هيئات إنفاذ القانون، سواء في ظل القانون العلماني أو الشريعة الإسلامية، بهذا الحق ودعمته. لم يُسمح بمقابلة الأشخاص المحتجزين طوال فترة التحقيق التي استمرت 48 ساعة في مراكز الشرطة، بما في ذلك المحامين. وبموجب موافقة القاضي أو المحكمة الشرعية، يجوز للسلطات احتجاز المعتقلين لفترة أطول من المدة الأصلية البالغة 48 ساعة.
بحسب التقارير، تقوم السلطات في دولة معينة، بعد فترة تحقيق مدتها 48 ساعة، بإبلاغ المعتقلين بالتهم الموجهة إليهم وتقديم معلومات عن المعتقلين. بعد هذا الوقت، قد ترفض الشرطة، في ظروف نادرة، السماح للزوار بالدخول. باستثناء التهم الموجهة ضد المتهمين بعقوبة الإعدام، يسمح التشريع للقاضي باستخدام الكفالة حسب تقديره، ولكنه لا ينص على السماح للمتهمين المعوزين بالحصول على تمثيل قانوني مجاني. في المحاكمات غير المتعلقة بالإعدام، قد يتعين على المتهمين المعوزين تمثيل أنفسهم، ومع ذلك فإن العديد من المنظمات غير الحكومية تقدم خدمات قانونية مجانية. بموجب قانون الأمن الداخلي، تتمتع الحكومة بسلطة احتجاز أو اعتقال الأفراد واحتجازهم دون تهمة لفترات متجددة مدتها عامان، كما تعقد هيئة استشارية لتقييم الاحتجازات. بالإضافة إلى المحاكم الشرعية، يتم استخدام الشريعة الإسلامية، وتحدد لجنة نوع المحاكم التي ينبغي أن تنظر القضايا.

## حقوق الأشخاص أثناء المحاكمة
لا يذكر القانون بشكل واضح سلطة قضائية مستقلة، كما يشرف السلطان، الذي يشغل منصب رئيس الوزراء، وولي العهد، الذي يشغل منصب الوزير الأول، على المحاكم العلمانية والشرعية إداريا. مع ذلك، لم تكن هناك حالات مسجلة لتدخل الحكومة في السلطة القضائية، وحافظت الإدارة بشكل عام على استقلال القضاء. يتم تعيين جميع القضاة في المحاكم العليا من قبل السلطان ويخدمون وفقًا لتقديره في كلا النظامين القانونيين.
ينص القانون العلماني في بعض البلدان على الحق في محاكمة عادلة وفي الوقت المناسب وعلنية، مع افتراض براءة المتهم وإعطائه الحق في الاستعانة بمحام، وإبلاغه بالتهم، ومواجهة المتهمين، واستجواب الشهود، وتقديم الأدلة، وعدم الإدلاء بالشهادة، والاستئناف. كما لا تنص إجراءات الشريعة الإسلامية على هذه الحقوق على وجه التحديد، ولكن المتهمين في إجراءات الشريعة الإسلامية يتمتعون عمومًا بنفس الحقوق التي يتمتع بها المتهمون في القضايا الجنائية بموجب القانون العلماني. تمتلك المحاكم الشرعية السلطة القضائية في بعض المسائل المدنية، ولكن بعض أجزاء القانون تنطبق على جميع الأشخاص، بغض النظر عن الدين. ويسمح قانون الأمن الداخلي بالاحتجاز الوقائي في حالات التخريب والعنف المنظم، ولكن يحق للمحتجزين تقديم احتجاج ضد أوامر الاحتجاز إلى مجلس استشاري، إما شخصيًا أو من خلال محام.